# Jiuquanornis
Jiuquanornis is een geslacht van uitgestorven vogels uit het Vroeg-Krijt van het huidige China, behorend tot de Ornithuromorpha.

## Vondst en naamgeving
Sinds de jaren tachtig worden er in het Changmabassin in Gansu veel skeletten gevonden van de vogel Gansus. Onder het fossiele materiaal bevinden zich echter ook enkele exemplaren die afwijken. Besloten werd drie daarvan als aparte soorten te benoemen. Eén specimen, gevonden na een intensivering van de opgravingen in 2004, werd al in 2010 uitvoerig beschreven maar kreeg bij die gelegenheid nog geen naam.
In 2013 benoemden en beschreven Wang Yaming, Jingmai K. O'Connor, Li Daqing en You Hailu dit specimen als de typesoort Jiuquanornis niui. De geslachtsnaam combineert de naam van de stad Jiuquan met een Oudgrieks ὄρνις, ornis, 'vogel'. De soortaanduiding eert professor Niu Shaowu, de geoloog die de stratificatie van het Changmabekken bestudeerd heeft.
Het holotype GSGM-05-CM-021 is gevonden in een laag van de Xiagouformatie die dateert uit het Aptien-Albien. Het bestaat uit een gedeeltelijk skelet zonder schedel. Bewaard zijn gebleven: een borstbeen, sternale ribben, borstribben en een vorkbeen.

## Beschrijving
Jiuquanornis is zo lang als Gansus, met de grootte van een duif. Het borstbeen heeft een lengte van 28,8 millimeter.
De beschrijvers wisten enkele onderscheidende kenmerken vast te stellen. Die vormen een unieke combinatie van op zich niet unieke eigenschappen. Het vorkbeen is U-vormig zonder een hypocleidium, uitsteeksel aan de middelste voorrand. Het borstbeen is kort en niet doorboord door vensters. De middelste zijuitsteeksels van het borstbeen zijn klein. De achterste zijuitsteeksels van het borstbeen zijn naar de middenlijn van het borstbeen verbreed. De buitenste achterste uitsteeksels van borstbeen zijn langwerpig, gelijk in lengte aan de achterste zijuitsteeksels. Het borstbeen heeft een zwaardvormig uitsteeksel in de vorm van korte vergroeide uitsteeksels aan weerszijden van de middenlijn van de achterrand.
Het was belangrijk om aan te tonen dat het holotype niet simpelweg een wat afwijkend exemplaar van Gansus was. Dat zou blijken uit de kenmerken van het borstbeen van Gansus dat niet de lange achterste zijuitsteeksels bezit, evenmin de lange buitenste achterste uitsteeksels, geen V-vormig zwaardvormig uitsteeksel heeft en wel achteraan doorboord is.

## Fylogenie
Een kladistische analyse vond Jiuquanornis in een 'kam' of polytomie met Gansus en verder de ook in 2013 benoemde Changmaornis en Yumenornis, deel van een grote groep soorten die net buiten de Ornithurae vielen, maar waarvan de onderlinge verwantschap niet verder bepaald kon worden.

## Levenswijze
Jiuquanornis leefde vermoedelijk net als Gansus als een watervogel, de typische rol van ornithuromorfen in het Changmabekken.